# حمام آقا (اسکو)
حمام آقا مربوط به دوره قاجار است و در اسکو، خیابان امام خمینی، فلکه امام خمینی واقع شده و این اثر در تاریخ ۱۴ مرداد ۱۳۸۲ با شمارهٔ ثبت ۹۴۷۶ به‌عنوان یکی از آثار ملی ایران به ثبت رسیده است.